# Samsung Galaxy Watch (serie)

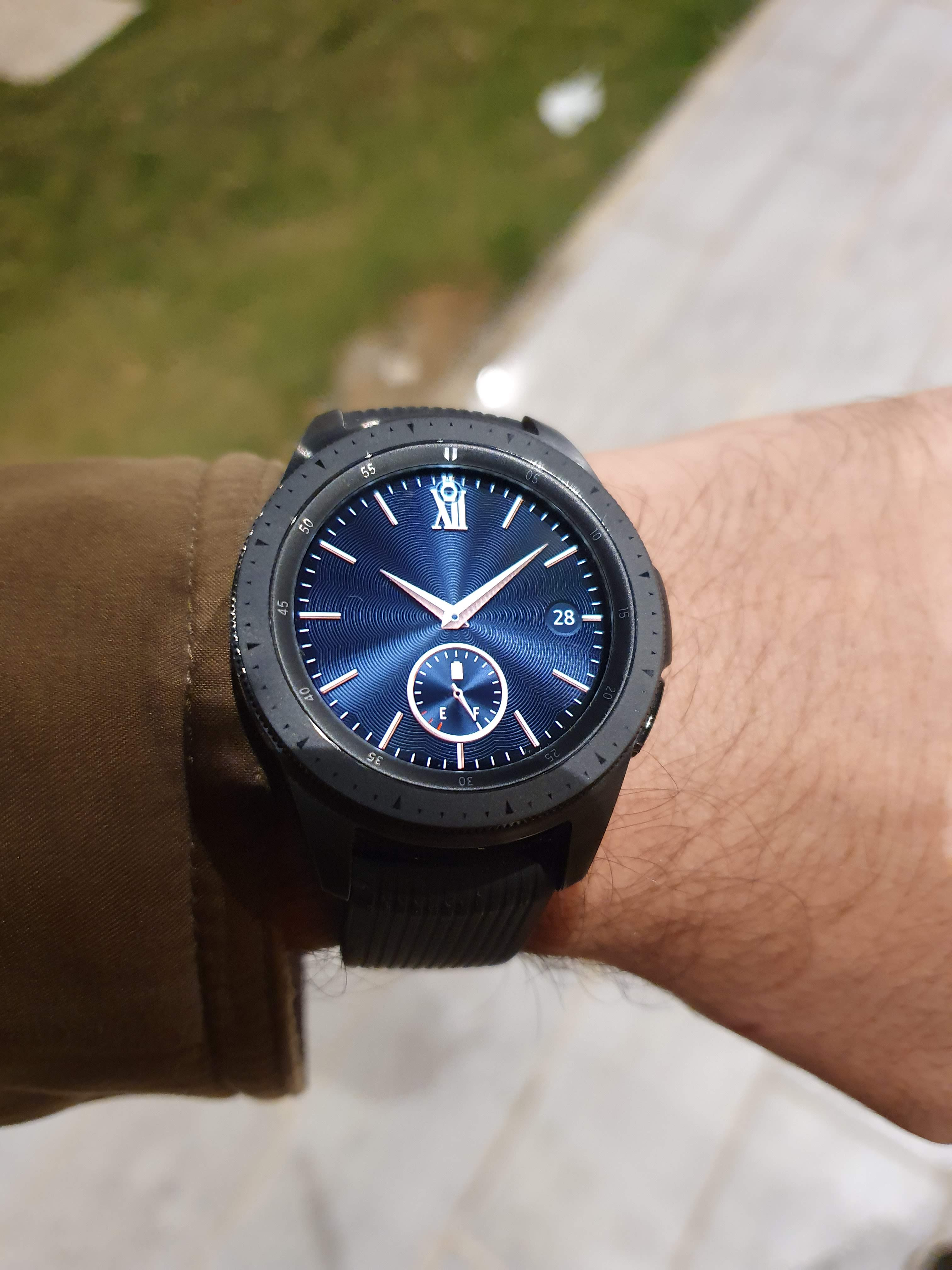
Un Galaxy Watch nero

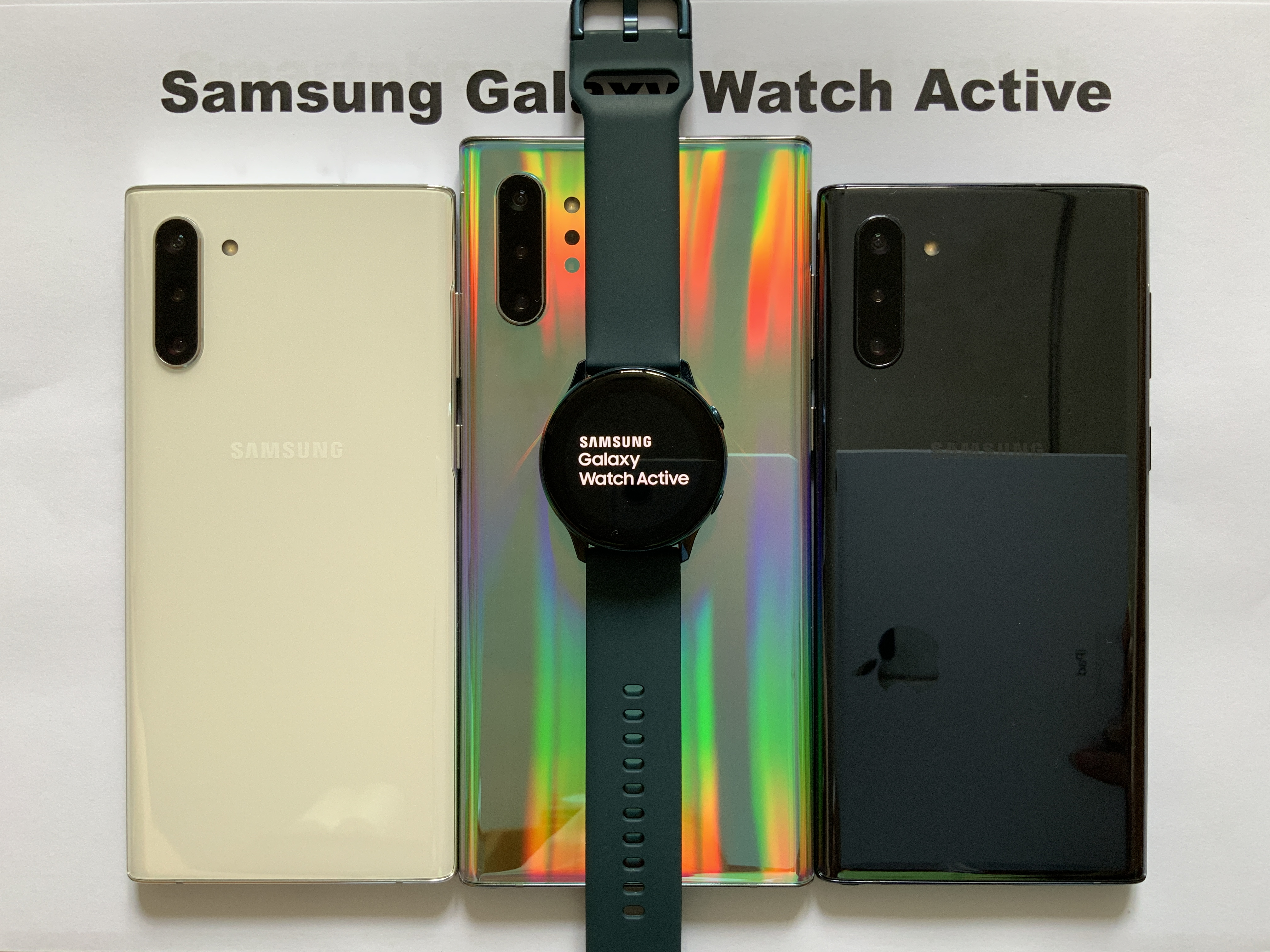
Un Galaxy Watch Active

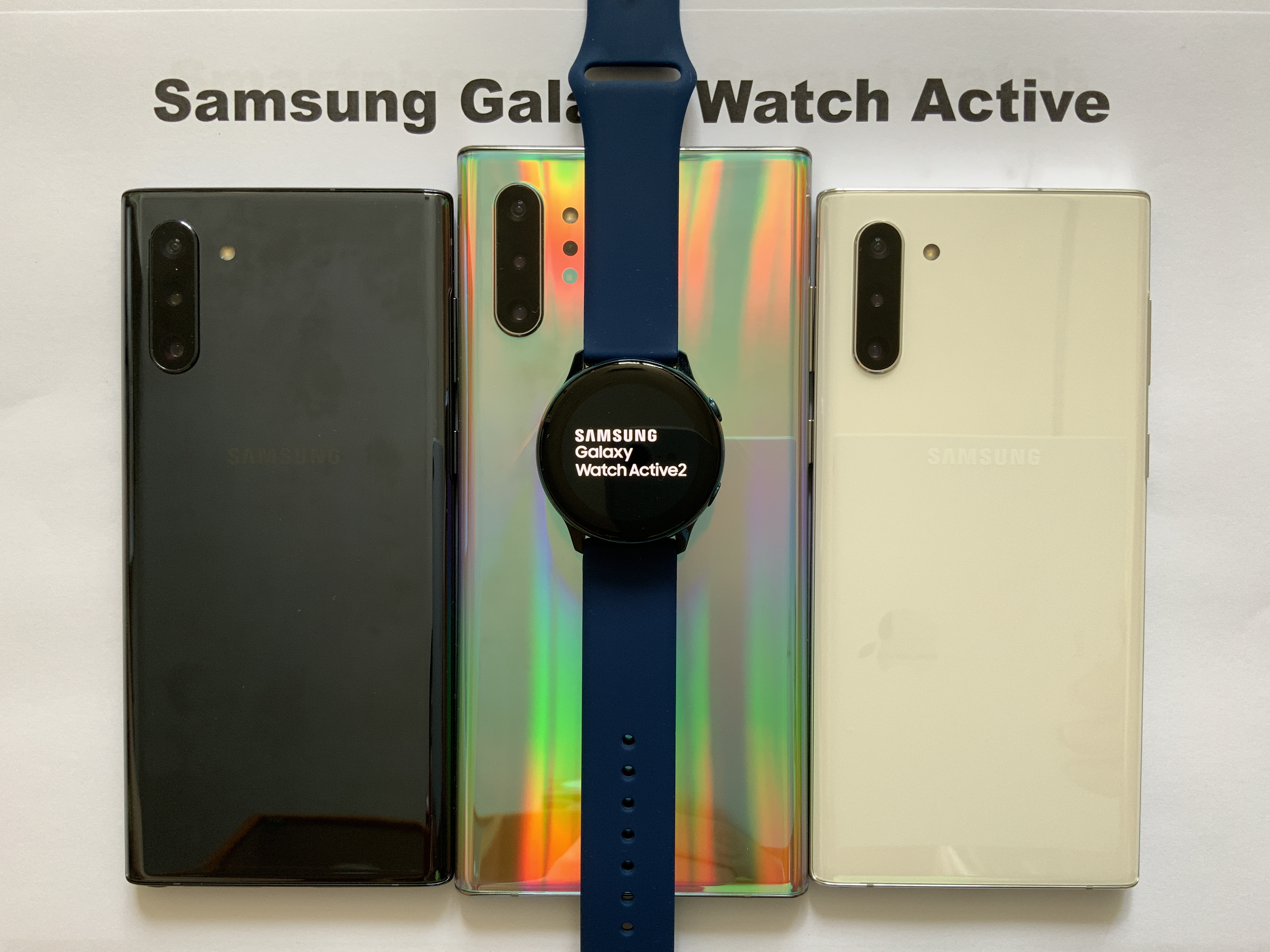
Un Galaxy Watch Active 2

Il Galaxy Watch è uno smartwatch sviluppato da Samsung. È stato immesso sul mercato il 9 agosto 2018 (Stati Uniti), è stato presentato al Samsung Galaxy Unpacked 2018 insieme al Galaxy Note 9.  Il Galaxy Watch era originariamente previsto per l'uscita negli Stati Uniti il 24 agosto 2018, presso determinati operatori e punti vendita in Corea del Sud il 31 agosto 2018, e in altri mercati selezionati il 14 settembre 2018.
IlGalaxy Watch Active è uno smartwatch sviluppato da Samsung Electronics. È stato annunciato il 20 febbraio 2019. Il Galaxy Watch Active è disponibile negli Stati Uniti dall'8 marzo 2019.
Il Samsung Galaxy Watch Active 2 (stilizzato come SAMSUNG Galaxy Watch Active2 ) è uno smartwatch sviluppato da Samsung Electronics. È stato annunciato il 5 agosto 2019. Il Galaxy Watch Active 2 era originariamente previsto per l'uscita negli Stati Uniti il 23 settembre 2019. Galaxy Watch Active 2 è stato immesso sul mercato in due modelli: Bluetooth e LTE. La versione LTE può essere un telefono autonomo senza la necessità di trovarsi nelle vicinanze di un telefono. Con la connettività LTE, un utente può chiamare, inviare messaggi di testo, pagare, riprodurre musica in streaming o riprodurre video in streaming senza uno smartphone nelle vicinanze.
Il Samsung Galaxy Watch 3 (stilizzato come SAMSUNG Galaxy Watch3) è uno smartwatch sviluppato da Samsung Electronics che è stato immesso sul mercato il 5 agosto 2020 all'Unpacked Event di Samsung accanto ai dispositivi principali della serie Galaxy Note e della serie Galaxy Z, cioè il Samsung Galaxy Note 20 e Samsung Galaxy Z Fold 2, rispettivamente. A causa delle limitazioni della pandemia di COVID-19 in alcuni eventi sociali, lo smartwatch è stato immesso sul mercato tramite i canali online di Samsung. Disponibile nei modelli: SM-R855F, SM-845F (Global, LTE model), SM-R855U, SM-R845U (USA, LTE model), SM-R845N (solo Corea LTE),  SM-R850, SM-840 (solo Wi-Fi). Compatibile con un cinturino da 20 o 22 mm. I colori, nero, argento e oro sono varianti di colore in cui è disponibile lo smartwatch. Il Galaxy Watch 3 è stato lanciato al prezzo al dettaglio di circa 430 € in Europa.
I Samsung Galaxy Watch 4 e Watch 4 Classic (stilizzati come SAMSUNG Galaxy Watch4 e SAMSUNG Galaxy Watch4 Classic) sono due smartwatch sviluppati da Samsung Electronics e annunciati l'11 agosto 2021 all'Unpacked Event di Samsung accanto ai dispositivi principali della serie Galaxy Z, i Samsung Galaxy Z Fold 3 e Flip 3 5G, e gli auricolari Samsung Galaxy Buds 2. È stato il primo della serie Watch ad avere come sistema operativo Wear OS (anzi ché Tizen come i predecessori), lanciato con Wear OS 3 (Android 11 - One UI 3.0) e aggiornabile a Wear OS 4.0 (Android 13 - One UI 5.0). Compatibile con i cinturini da 20mm. Esistono nella variante Bluetooth e LTE, con colorazioni nero e grigio acciaio e con i tagli 42mm e 46mm. A causa delle limitazioni della pandemia di COVID-19 in alcuni eventi sociali, lo smartwatch è stato immesso sul mercato tramite i canali online di Samsung.
I Samsung Galaxy Watch 5 e Watch 5 Pro (stilizzati come SAMSUNG Galaxy Watch5 e SAMSUNG Galaxy Watch5 Pro) sono due smartwatch sviluppati da Samsung Electronics e annunciati il 10 agosto 2022 all'Unpacked Event di Samsung accanto ai dispositivi principali della serie Galaxy Z, i Samsung Galaxy Z Fold 4 e Flip 4 5G, e gli auricolari Samsung Galaxy Buds 2 Pro.
Il plugin che permette il collegamento tra i Galaxy Watch e lo smartphone, richiede come minimo Android 6.0.

## Specifiche
| Modello                         | Galaxy Watch | Galaxy Watch | Galaxy Watch Active | Galaxy Watch Active 2 | Galaxy Watch Active 2 | Galaxy Watch 3 | Galaxy Watch 3 | Galaxy Watch 4 | Galaxy Watch 4 | Galaxy Watch 4 Classic | Galaxy Watch 4 Classic | Galaxy Watch 5 | Galaxy Watch 5 | Galaxy Watch 5 Pro |
| Taglia                          | 42 mm | 46 mm | 40 mm | 40 mm | 44 mm | 41 mm | 45 mm | 40 mm | 44 mm | 42 mm | 46 mm | 40 mm | 44 mm | 45 mm |
| ------------------------------- | --- | --- | --- | --- | --- | --- | --- | --- | --- | --- | --- | --- | --- | --- |
| Colori                          | Nero mezzanotte, Oro rosa | Argento | Nero, Argento, Oro Rosa, Verde | Modello Alluminio: Cloud Silver, Aqua Black, Pink Gold con Fluoroelastomer (FKM) Modello Acciaio inossidabile: Argento, Nero, Oro con cinturino in pelle *Il modello LTE è disponibile solo in Acciaio inossidabile                    | Modello Alluminio: Cloud Silver, Aqua Black, Pink Gold con Fluoroelastomer (FKM) Modello Acciaio inossidabile: Argento, Nero, Oro con cinturino in pelle *Il modello LTE è disponibile solo in Acciaio inossidabile                    | Mystic Bronze, Mystic Silver *Questo modello è disponibile solo in Acciaio inossidabile | Modello Titanio: Mistyc Black Modello Acciaio inossidabile: Mystic Black, Mystic Silver | Black, Pink Gold, Silver | Black, Green, Silver | Black, Silver | Black, Silver | Graphite, Silver, Pink Gold | Graphite, Silver, Sapphire | Black Titanium, Grey Titanium |
| Display                         | 1,2″ (30 mm) | 1,3″ (33 mm) | 1,1″ (28 mm) | 1,2″ (30 mm) | 1,4″ (34 mm) | 1,2″ (30,2mm) | 1,4″ (34,5mm) | 1,2″ (30,4 mm) | 1,4″ (34,6 mm) | 1,2″ (30,4 mm) | 1,4″ (34,6 mm) | 1,2″ (30,4 mm) | 1,4″ (34,6 mm) | 1,4″ (34,6 mm) |
| Risoluzione e altri dettagli    | - 360 × 360 pixel - Super AMOLED Full Color - Always On Display - 392 PPI | - 360 × 360 pixel - Super AMOLED Full Color - Always On Display - 392 PPI | - 360 x 360 pixel - Super AMOLED Full Color - Always On Display - 463 PPI | - 360 x 360 pixel - Super AMOLED Full Color - Always On Display - 424 PPI | - 360 x 360 pixel - Super AMOLED Full Color - Always On Display - 424 PPI | - 360 x 360 pixel - Super Amoled - Full Color - Always On Display - 424 PPI - 16 M colori - Rapporto d'aspetto 1:1 | - 360 x 360 pixel - Super Amoled - Full Color - Always On Display - 424 PPI - 16 M colori - Rapporto d'aspetto 1:1 | - 396 x 396 pixel - Super AMOLED Full Color - Always On Display - 455 PPI | - 450 x 450 pixel - Super AMOLED Full Color - Always On Display - 455 PPI | - 396 x 396 pixel - Super AMOLED Full Color - Always On Display - 455 PPI | - 450 x 450 pixel - Super AMOLED Full Color - Always On Display - 455 PPI | - 396 x 396 pixel - Super AMOLED Full Color - Always On Display - 330 PPI | - 450 x 450 pixel - Super AMOLED Full Color - Always On Display - 330 PPI | - 450 x 450 pixel - Super AMOLED Full Color - Always On Display - 330 PPI |
| Numero di serie                 | SM-R810 | SM-R800 | SM-R500 | SM-R830 | SM-R820 | SM-R850 | SM-R840 | - SM-R860 (versione Bluetooth) - SM-R865 (versione LTE) | - SM-R870 (versione Bluetooth) - SM-R875 (versione LTE) | - SM-R880 (versione Bluetooth) - SM-R885 (versione LTE) | - SM-R890 (versione Bluetooth) - SM-R895 (versione LTE) | - SM-R900 (versione Bluetooth) - SM-R905 (versione LTE) | - SM-R910 (versione Bluetooth) - SM-R915 (versione LTE) | - SM-R920 (versione Bluetooth) - SM-R925 (versione LTE) |
| Vetro                           | Corning Gorilla Glass DX+ | Corning Gorilla Glass DX+ | Corning Gorilla Glass DX+ | Corning Gorilla Glass DX+ | Corning Gorilla Glass DX+ | Corning Gorilla Glass DX | Corning Gorilla Glass DX | Corning Gorilla Glass DX+ | Corning Gorilla Glass DX+ | Corning Gorilla Glass DX | Corning Gorilla Glass DX | Sapphire Crystal | Sapphire Crystal | Sapphire Crystal |
| Processore/GPU                  | Exynos 9110 (10 nm) dual core 1.15 GHz ARM Cortex-A53 GPU: Mali-T720 | Exynos 9110 (10 nm) dual core 1.15 GHz ARM Cortex-A53 GPU: Mali-T720 | Exynos 9110 (10 nm) dual core 1.15 GHz ARM Cortex-A53 GPU: Mali-T720 | Exynos 9110 (10 nm) dual core 1.15 GHz ARM Cortex-A53 GPU: Mali-T720 | Exynos 9110 (10 nm) dual core 1.15 GHz ARM Cortex-A53 GPU: Mali-T720 | Exynos 9110 (10 nm) dual core 1.15 GHz ARM Cortex-A53 GPU: Mali-T720 | Exynos 9110 (10 nm) dual core 1.15 GHz ARM Cortex-A53 GPU: Mali-T720 | Exynos W920 (5 nm) dual core 1.18 GHz ARM Cortex-A55 GPU: Mali-G68 | Exynos W920 (5 nm) dual core 1.18 GHz ARM Cortex-A55 GPU: Mali-G68 | Exynos W920 (5 nm) dual core 1.18 GHz ARM Cortex-A55 GPU: Mali-G68 | Exynos W920 (5 nm) dual core 1.18 GHz ARM Cortex-A55 GPU: Mali-G68 | Exynos W920 (5 nm) dual core 1.18 GHz ARM Cortex-A55 GPU: Mali-G68 | Exynos W920 (5 nm) dual core 1.18 GHz ARM Cortex-A55 GPU: Mali-G68 | Exynos W920 (5 nm) dual core 1.18 GHz ARM Cortex-A55 GPU: Mali-G68 |
| Sistema Operativo               | Tizen (OS 4.0) | Tizen (OS 4.0) | Tizen (OS 4.0) | Tizen (OS 4.0) | Tizen (OS 4.0) | Tizen (OS 5.5) | Tizen (OS 5.5) | Wear OS 3 - One UI Watch 3.0 | Wear OS 3 - One UI Watch 3.0 | Wear OS 3 - One UI Watch 3.0 | Wear OS 3 - One UI Watch 3.0 | Wear OS 3.5 - One UI Watch 4.5 | Wear OS 3.5 - One UI Watch 4.5 | Wear OS 3.5 - One UI Watch 4.5 |
| Dimensione (senza cinturino)    | 41,9 x 45,7 x 12,7 mm | 46 x 49 x 13 mm | 39,5 x 39,5 x 10,5 mm | 40 x 40 x 10,9 mm | 44 x 44 x 10,9 mm | 41 x 42,5 x 11,3 m | 45 x 46,2 x 11,1 m | 40,4 x 39,3 x 9,8 mm | 44,4 x 43,3 x 9,8 mm | 41,5 x 41,5 x 11,2 mm | 45,5 x 45,5 x 11 mm | 40,4 x 39,3 x 9,8 mm | 44,4 x 43,3 x 9,8 mm | 45,4 x 45,4 x 10,5 mm |
| Peso (senza cinturino)          | 49 g | 63 g | 25 g | - 26 g (Alluminio) - 37g (Acciaio inossidabile) | - 30 g (Alluminio) - 42 g (Acciaio inossidabile) | 48,2 g | - 43 g (Titanio) - 53.8 g (Acciaio inossidabile) | 25,9 g | 30,3 g | 46,5 g | 52 g | 28,7 g | 33,5 g | 46,5 g |
| Dimensione cinturino            | 20 mm | 22 mm | 20 mm | 20 mm | 20 mm | 20 mm (accetta la maggior parte dei cinturini per orologi da 22 mm universali) | 22 mm (accetta la maggior parte dei cinturini per orologi da 22 mm universali) | 20 mm | 20 mm | 20 mm | 20 mm | 20 mm | 20 mm | 20 mm |
| Durabilità/Resistenza all'acqua | 5 ATM + IP68 MIL-STD-810G | 5 ATM + IP68 MIL-STD-810G | 5 ATM + IP68 MIL-STD-810G | 5 ATM + IP68 MIL-STD-810G | 5 ATM + IP68 MIL-STD-810G | 5 ATM + IP68 MIL-STD-810G | 5 ATM + IP68 MIL-STD-810G | 5 ATM + IP68 MIL-STD-810G | 5 ATM + IP68 MIL-STD-810G | 5 ATM + IP68 MIL-STD-810G | 5 ATM + IP68 MIL-STD-810G | 5 ATM + IP68 MIL-STD-810H | 5 ATM + IP68 MIL-STD-810H | 5 ATM + IP68 MIL-STD-810H |
| Memoria                         | Versione LTE: 1,5 GB RAM + 4 GB Memoria interna | Versione LTE: 1,5 GB RAM + 4 GB Memoria interna | Versione LTE: 1,5 GB RAM + 4 GB Memoria interna | Versione LTE: 1,5 GB RAM + 4 GB Memoria interna | Versione LTE: 1,5 GB RAM + 4 GB Memoria interna | 1 GB RAM + 8 GB Memoria interna (eMMC) (non espandibile) | 1 GB RAM + 8 GB Memoria interna (eMMC) (non espandibile) | 1,5 GB RAM + 16 GB Memoria interna (eMMC) (non espandibile) | 1,5 GB RAM + 16 GB Memoria interna (eMMC) (non espandibile) | 1,5 GB RAM + 16 GB Memoria interna (eMMC) (non espandibile) | 1,5 GB RAM + 16 GB Memoria interna (eMMC) (non espandibile) | 1,5 GB RAM + 16 GB Memoria interna (eMMC) (non espandibile) | 1,5 GB RAM + 16 GB Memoria interna (eMMC) (non espandibile) | 1,5 GB RAM + 16 GB Memoria interna (eMMC) (non espandibile) |
| Memoria                         | Versione Bluetooth: 768 MB RAM + 4 GB Memoria interna | | | | | 1 GB RAM + 8 GB Memoria interna (eMMC) (non espandibile) | 1 GB RAM + 8 GB Memoria interna (eMMC) (non espandibile) | 1,5 GB RAM + 16 GB Memoria interna (eMMC) (non espandibile) | 1,5 GB RAM + 16 GB Memoria interna (eMMC) (non espandibile) | 1,5 GB RAM + 16 GB Memoria interna (eMMC) (non espandibile) | 1,5 GB RAM + 16 GB Memoria interna (eMMC) (non espandibile) | 1,5 GB RAM + 16 GB Memoria interna (eMMC) (non espandibile) | 1,5 GB RAM + 16 GB Memoria interna (eMMC) (non espandibile) | 1,5 GB RAM + 16 GB Memoria interna (eMMC) (non espandibile) |
| Connettività                    | - 3G/LTE con eSIM (Solo versione LTE) - Bluetooth® 4.2 - Wi-Fi b/g/n - NFC - A-GPS, GLONASS | - 3G/LTE con eSIM (Solo versione LTE) - Bluetooth® 4.2 - Wi-Fi b/g/n - NFC - A-GPS, GLONASS | - 3G/LTE con eSIM (Solo versione LTE) - Bluetooth® 4.2 - Wi-Fi b/g/n - NFC - A-GPS, GLONASS | - 4G/LTE (Solo versione LTE) - Bluetooth 5.0 - Wi-Fi b/g/n - NFC - A-GPS, GLONASS | - 4G/LTE (Solo versione LTE) - Bluetooth 5.0 - Wi-Fi b/g/n - NFC - A-GPS, GLONASS | - 4G/LTE - Bluetooth 5.0 - Wi-Fi 802.11 b/g/n - NFC - A-GPS, GLONASS, Beidou, Galileo - Conforme BDS, 3IGL, eSIM, MIL-STD-810G | - 4G/LTE - Bluetooth 5.0 - Wi-Fi 802.11 b/g/n - NFC - A-GPS, GLONASS, Beidou, Galileo - Conforme BDS, 3IGL, eSIM, MIL-STD-810G | - 4G/LTE - Bluetooth 5.0 - Wi-Fi 802.11 a/b/g/n - NFC - A-GPS, GLONASS, Beidou, Galileo - Conforme BDS, 3IGL, eSIM, MIL-STD-810G | - 4G/LTE - Bluetooth 5.0 - Wi-Fi 802.11 a/b/g/n - NFC - A-GPS, GLONASS, Beidou, Galileo - Conforme BDS, 3IGL, eSIM, MIL-STD-810G | - 4G/LTE - Bluetooth 5.0 - Wi-Fi 802.11 a/b/g/n - NFC - A-GPS, GLONASS, Beidou, Galileo - Conforme BDS, 3IGL, eSIM, MIL-STD-810G | - 4G/LTE - Bluetooth 5.0 - Wi-Fi 802.11 a/b/g/n - NFC - A-GPS, GLONASS, Beidou, Galileo - Conforme BDS, 3IGL, eSIM, MIL-STD-810G | - 4G/LTE - Bluetooth 5.2 - Wi-Fi 802.11 a/b/g/n - NFC - A-GPS, GLONASS, Beidou, Galileo - Conforme BDS, 3IGL, eSIM, MIL-STD-810H | - 4G/LTE - Bluetooth 5.2 - Wi-Fi 802.11 a/b/g/n - NFC - A-GPS, GLONASS, Beidou, Galileo - Conforme BDS, 3IGL, eSIM, MIL-STD-810H | - 4G/LTE - Bluetooth 5.2 - Wi-Fi 802.11 a/b/g/n - NFC - A-GPS, GLONASS, Beidou, Galileo - Conforme BDS, 3IGL, eSIM, MIL-STD-810H |
| Sensori                         | - Accelerometro MEMS - Giroscopio MEMS - Barometro MEMS - Cardiofrequenzimetro (per il monitoraggio della frequenza cardiaca) - Fotorivelatore (per luce ambientale) - Elettrocardiogramma (ECG) (a partire dal Galaxy Watch Active 2) | - Accelerometro MEMS - Giroscopio MEMS - Barometro MEMS - Cardiofrequenzimetro (per il monitoraggio della frequenza cardiaca) - Fotorivelatore (per luce ambientale) - Elettrocardiogramma (ECG) (a partire dal Galaxy Watch Active 2) | - Accelerometro MEMS - Giroscopio MEMS - Barometro MEMS - Cardiofrequenzimetro (per il monitoraggio della frequenza cardiaca) - Fotorivelatore (per luce ambientale) - Elettrocardiogramma (ECG) (a partire dal Galaxy Watch Active 2) | - Accelerometro MEMS - Giroscopio MEMS - Barometro MEMS - Cardiofrequenzimetro (per il monitoraggio della frequenza cardiaca) - Fotorivelatore (per luce ambientale) - Elettrocardiogramma (ECG) (a partire dal Galaxy Watch Active 2) | - Accelerometro MEMS - Giroscopio MEMS - Barometro MEMS - Cardiofrequenzimetro (per il monitoraggio della frequenza cardiaca) - Fotorivelatore (per luce ambientale) - Elettrocardiogramma (ECG) (a partire dal Galaxy Watch Active 2) | - Accelerometro - Giroscopio - Barometro - Cardiofrequenzimetro - Fotorilevatore - Elettrocardiogramma (certificato ECG) - Saturazione di ossigeno - Rilevamento cadute - Punteggio al sonno - Allenamento a casa - Analisi della corsa - Cronologia chat automatica - Bitmoji - Musica | - Accelerometro - Giroscopio - Barometro - Cardiofrequenzimetro - Fotorilevatore - Elettrocardiogramma (certificato ECG) - Saturazione di ossigeno - Rilevamento cadute - Punteggio al sonno - Allenamento a casa - Analisi della corsa - Cronologia chat automatica - Bitmoji - Musica | - Accelerometro - Giroscopio - Barometro - Samsung BioActive (frequenza cardiaca ottica + frequenza cardiaca elettrica + analisi impedenza bioelettrica) - Fotorilevatore - Elettrocardiogramma (certificato ECG) - Saturazione di ossigeno - Rilevamento cadute - Punteggio al sonno - Allenamento a casa - Analisi della corsa - Cronologia chat automatica - Bitmoji - Musica | - Accelerometro - Giroscopio - Barometro - Samsung BioActive (frequenza cardiaca ottica + frequenza cardiaca elettrica + analisi impedenza bioelettrica) - Fotorilevatore - Elettrocardiogramma (certificato ECG) - Saturazione di ossigeno - Rilevamento cadute - Punteggio al sonno - Allenamento a casa - Analisi della corsa - Cronologia chat automatica - Bitmoji - Musica | - Accelerometro - Giroscopio - Barometro - Samsung BioActive (frequenza cardiaca ottica + frequenza cardiaca elettrica + analisi impedenza bioelettrica) - Fotorilevatore - Elettrocardiogramma (certificato ECG) - Saturazione di ossigeno - Rilevamento cadute - Punteggio al sonno - Allenamento a casa - Analisi della corsa - Cronologia chat automatica - Bitmoji - Musica | - Accelerometro - Giroscopio - Barometro - Samsung BioActive (frequenza cardiaca ottica + frequenza cardiaca elettrica + analisi impedenza bioelettrica) - Fotorilevatore - Elettrocardiogramma (certificato ECG) - Saturazione di ossigeno - Rilevamento cadute - Punteggio al sonno - Allenamento a casa - Analisi della corsa - Cronologia chat automatica - Bitmoji - Musica | - Accelerometro - Giroscopio - Barometro - Samsung BioActive (frequenza cardiaca ottica + frequenza cardiaca elettrica + analisi impedenza bioelettrica) - Fotorilevatore - Elettrocardiogramma (certificato ECG) - Saturazione di ossigeno - Rilevamento cadute - Punteggio al sonno - Allenamento a casa - Analisi della corsa - Sensore di temperatura - Cronologia chat automatica - Bitmoji - Musica | - Accelerometro - Giroscopio - Barometro - Samsung BioActive (frequenza cardiaca ottica + frequenza cardiaca elettrica + analisi impedenza bioelettrica) - Fotorilevatore - Elettrocardiogramma (certificato ECG) - Saturazione di ossigeno - Rilevamento cadute - Punteggio al sonno - Allenamento a casa - Analisi della corsa - Sensore di temperatura - Cronologia chat automatica - Bitmoji - Musica | - Accelerometro - Giroscopio - Barometro - Samsung BioActive (frequenza cardiaca ottica + frequenza cardiaca elettrica + analisi impedenza bioelettrica) - Fotorilevatore - Elettrocardiogramma (certificato ECG) - Saturazione di ossigeno - Rilevamento cadute - Punteggio al sonno - Allenamento a casa - Analisi della corsa - Sensore di temperatura - Cronologia chat automatica - Bitmoji - Musica |
| Batteria                        | 270 mAh (fino a 4 giorni) | 472 mAh (fino a 7 giorni) | 230 mAh (fino a 2 giorni) | 247 mAh (fino a 2 giorni) | 340 mAh (fino a 2 giorni) | Non rimuovibile 247 mAh (fino a 2 giorni) | Non rimuovibile 340 mAh (fino a 2 giorni) (ricarica wireless Qi) | Non rimuovibile 247 mAh (fino a 2 giorni) (ricarica wireless Qi) | Non rimuovibile 361 mAh (fino a 2 giorni) (ricarica wireless Qi) | Non rimuovibile 247 mAh (fino a 2 giorni) (ricarica wireless Qi) | Non rimuovibile 361 mAh (fino a 2 giorni) (ricarica wireless Qi) | Non rimuovibile 284 mAh fino a 2 giorni) (ricarica wireless Qi) | Non rimuovibile 410 mAh fino a 2 giorni) (ricarica wireless Qi) | Non rimuovibile 590 mAh fino a 3 giorni) (ricarica wireless Qi) |

## Accoglienza

### Samsung Galaxy Watch 3
Ars Technica ha definito Galaxy Watch 3 un "aggiornamento" di Galaxy Watch Active 2, che non ha "una tonnellata in termini di nuove funzionalità al di fuori del rilevamento delle cadute aggiunto", ma "offre tutte le comodità che ti aspetteresti, come l'abilità per rispondere alle chiamate, controllare i messaggi vocali e inviare messaggi".
Engadget ha definito Galaxy Watch 3 "il miglior smartwatch non Apple".